# Boks na Igrzyskach Panamerykańskich 1975
Turniej bokserski VII Igrzysk Panamerykańskich odbył się w dniach 12 – 26 października 1975 w Meksyku (Meksyk). Rozegrany został w jedenastu kategoriach wagowych.

## Medaliści
| Kategoria                      | Złoty                                 | Srebrny                            | Brązowy                                                        |
| waga papierowa (48 kg)         | Jorge Hernández · Kuba                | Miguel Mercedes · Dominikana       | Reinaldo Becerra · Wenezuela · Arturo Urruzquieta · Meksyk     |
| waga musza (51 kg)             | Ramón Duvalón · Kuba                  | Victor Vinuesa · Ekwador           | Roberto Espinosa · Salwador · Alfredo Pérez · Wenezuela        |
| waga kogucia (54 kg)           | Orlando Martínez · Kuba               | Bernard Taylor · Stany Zjednoczone | Alejandro Silva · Portoryko · Angel Pacheco · Wenezuela        |
| waga piórkowa (57 kg)          | Davey Armstrong · Stany Zjednoczone   | Genovefo Grinan · Kuba             | Hugo Rengifo · Wenezuela · Carlos Calderón · Portoryko         |
| waga lekka (60 kg)             | Chris Clarke · Kanada                 | Aaron Pryor · Stany Zjednoczone    | Odalis Perez · Wenezuela · Luis Echaide · Kuba                 |
| waga lekkopółśrednia (63,5 kg) | Sugar Ray Leonard · Stany Zjednoczone | Victor Corona · Kuba               | Jesús Navas · Wenezuela · Jesus Marte · Dominikana             |
| waga półśrednia (67 kg)        | Clinton Jackson · Stany Zjednoczone   | Keneth Bristol · Gujana            | Pedro Gamarro · Wenezuela · Emilio Correa · Kuba               |
| waga lekkośrednia (71 kg)      | Rolando Garbey · Kuba                 | Michael Prevost · Kanada           | Alfredo Lemus · Wenezuela · Charles Walker · Stany Zjednoczone |
| waga średnia (75 kg)           | Alejandro Montoya · Kuba              | Fernando Martins · Brazylia        | Nicolas Arredondo · Meksyk · Idelfonso Gomez · Nikaragua       |
| waga półciężka (81 kg)         | Rene Pedroso · Kuba                   | Leon Spinks · Stany Zjednoczone    | João Batista · Brazylia · Juan Suarez · Argentyna              |
| waga ciężka (>81 kg)           | Teófilo Stevenson · Kuba              | Michael Dokes · Stany Zjednoczone  | Trevor Berbick · Jamajka · Jair de Campos · Brazylia           |

## Klasyfikacja medalowa
| Poz.    | Państwo           |    |    |    | Razem |
| ------- | ----------------- | -- | -- | -- | ----- |
| 1       | Kuba              | 7  | 2  | 2  | 11    |
| 2       | Stany Zjednoczone | 3  | 4  | 1  | 8     |
| 3       | Kanada            | 1  | 1  | 0  | 2     |
| 4       | Brazylia          | 0  | 1  | 2  | 3     |
| 5       | Dominikana        | 0  | 1  | 1  | 2     |
| 6       | Ekwador           | 0  | 1  | 0  | 1     |
| 6       | Gujana            | 0  | 1  | 0  | 1     |
| 8       | Wenezuela         | 0  | 0  | 8  | 8     |
| 9       | Meksyk            | 0  | 0  | 2  | 2     |
| 9       | Portoryko         | 0  | 0  | 2  | 2     |
| 11      | Argentyna         | 0  | 0  | 1  | 1     |
| 11      | Jamajka           | 0  | 0  | 1  | 1     |
| 11      | Nikaragua         | 0  | 0  | 1  | 1     |
| 11      | Salwador          | 0  | 0  | 1  | 1     |
| Łącznie | Łącznie           | 11 | 11 | 22 | 44    |